# Harkema
Harkema (westfriesisch De Harkema) ist ein Ort in der Gemeinde Achtkarspelen im Osten der niederländischen Provinz Friesland. Es hatte am 1. Januar 2024 4.335 Einwohner. Bis zum 1. Januar 1972 hieß der Ort Harkema-Opeinde.

## Einwohnerentwicklung
| 1990 | 1992 | 1994 | 1996 | 1998 | 2000 | 2002 | 2004 | 2006 | 2008 | 2017 |
| ---- | ---- | ---- | ---- | ---- | ---- | ---- | ---- | ---- | ---- | ---- |
| 4215 | 4254 | 4296 | 4291 | 4278 | 4273 | 4275 | 4283 | 4292 | 4228 | 4290 |

## Sport
Es gibt in Harkema zwei Fußballvereine: Harkemase Boys und v.v. Harkema-Opeinde. Die Harkemase Boys spielte in der Saison 2010/2011 in der niederländischen Topklasse. Seite der Saison 2016/2017 spielen sie in der Derde Divisie.

## Personen
- Der Radrennfahrer Pieter Weening ist in Harkema geboren.